# Európa dinoszauruszainak listája

A Laurázsiát Gondwanától elválasztó Tethys-óceán

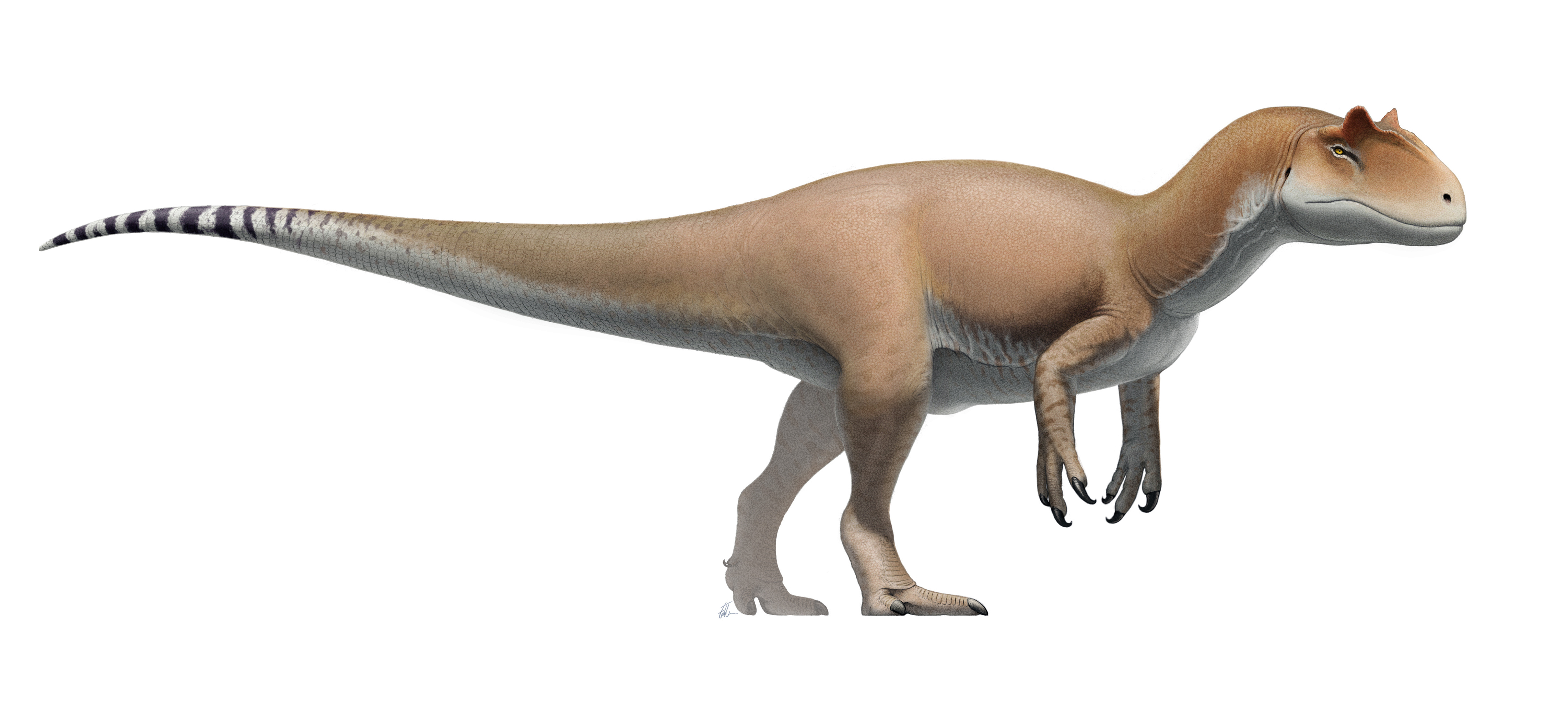
Allosaurus

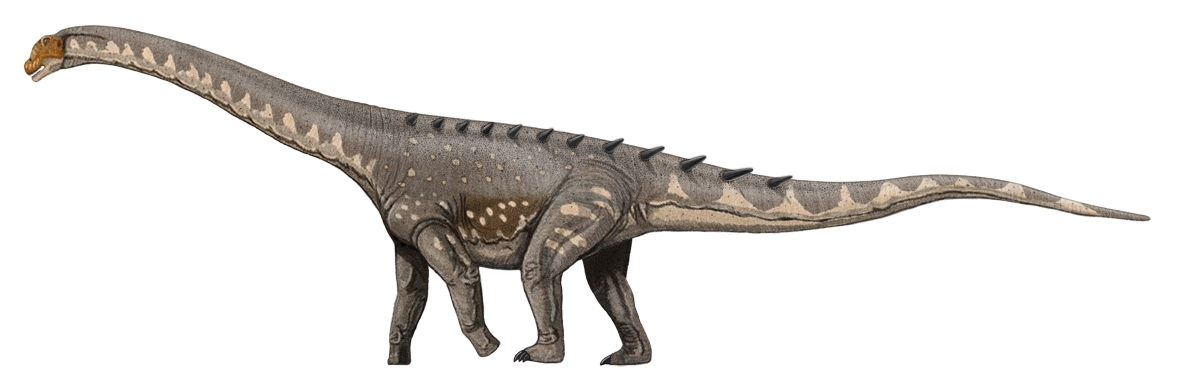
Ampelosaurus

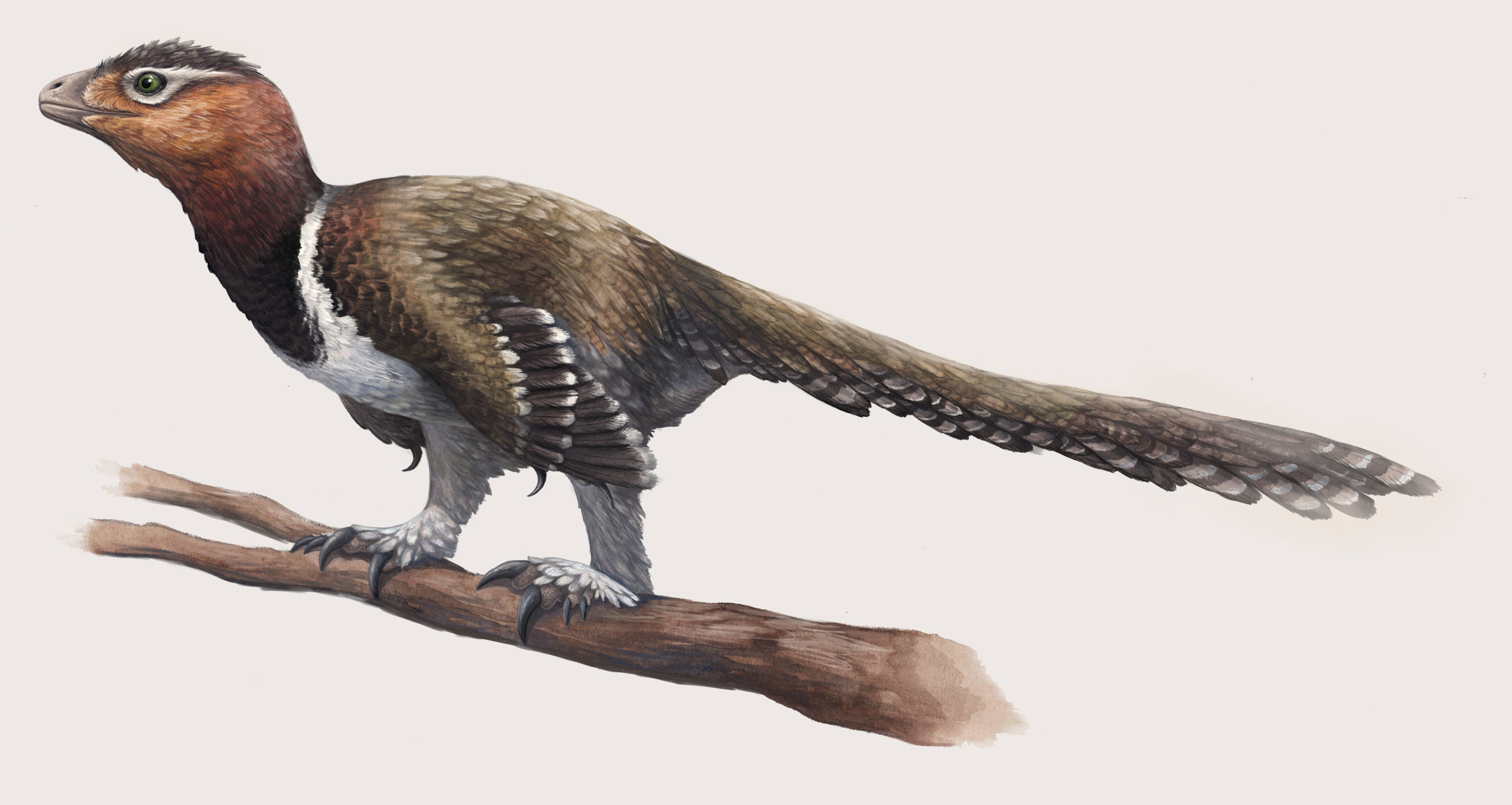
Balaur

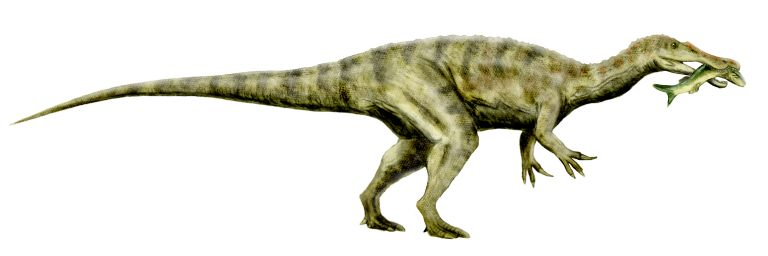
Baryonyx

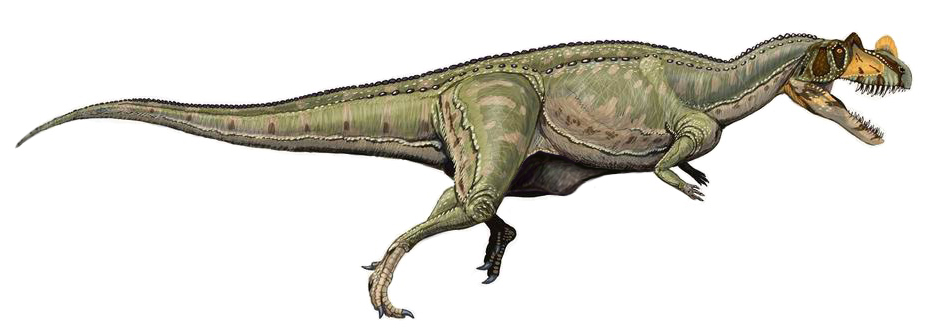
Ceratosaurus

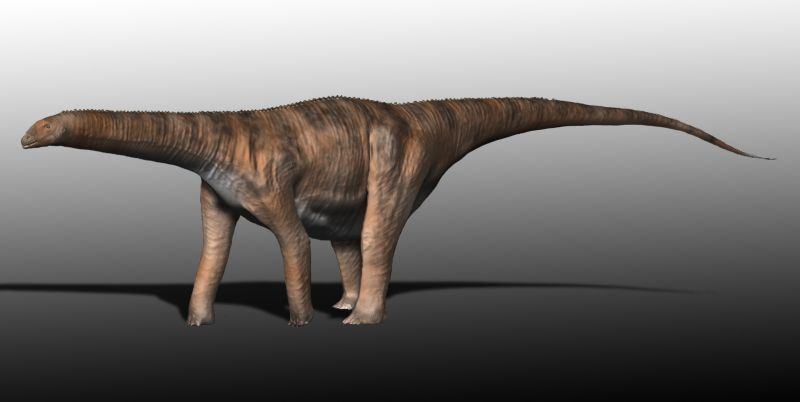
Cetiosaurus

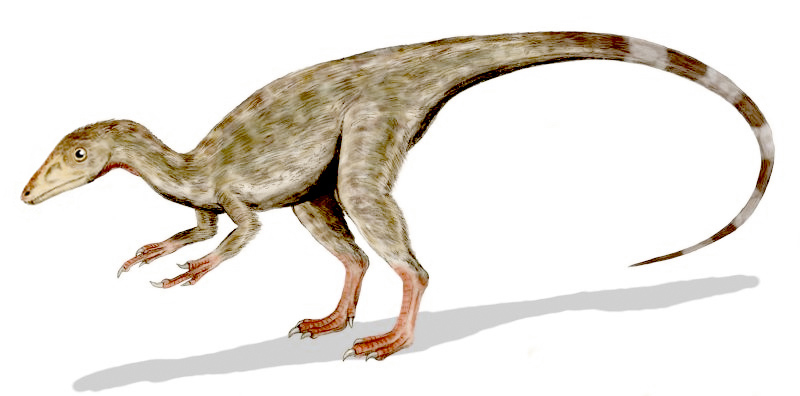
Compsognathus

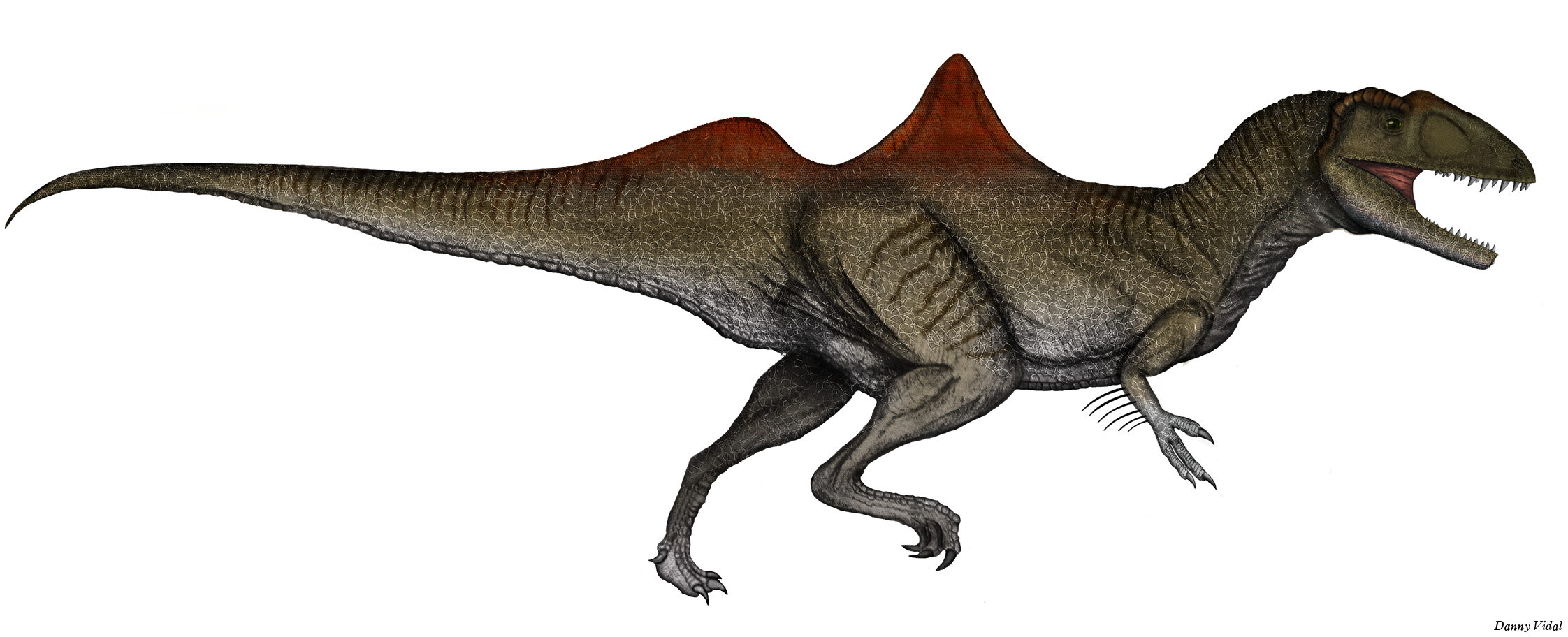
Concavenator

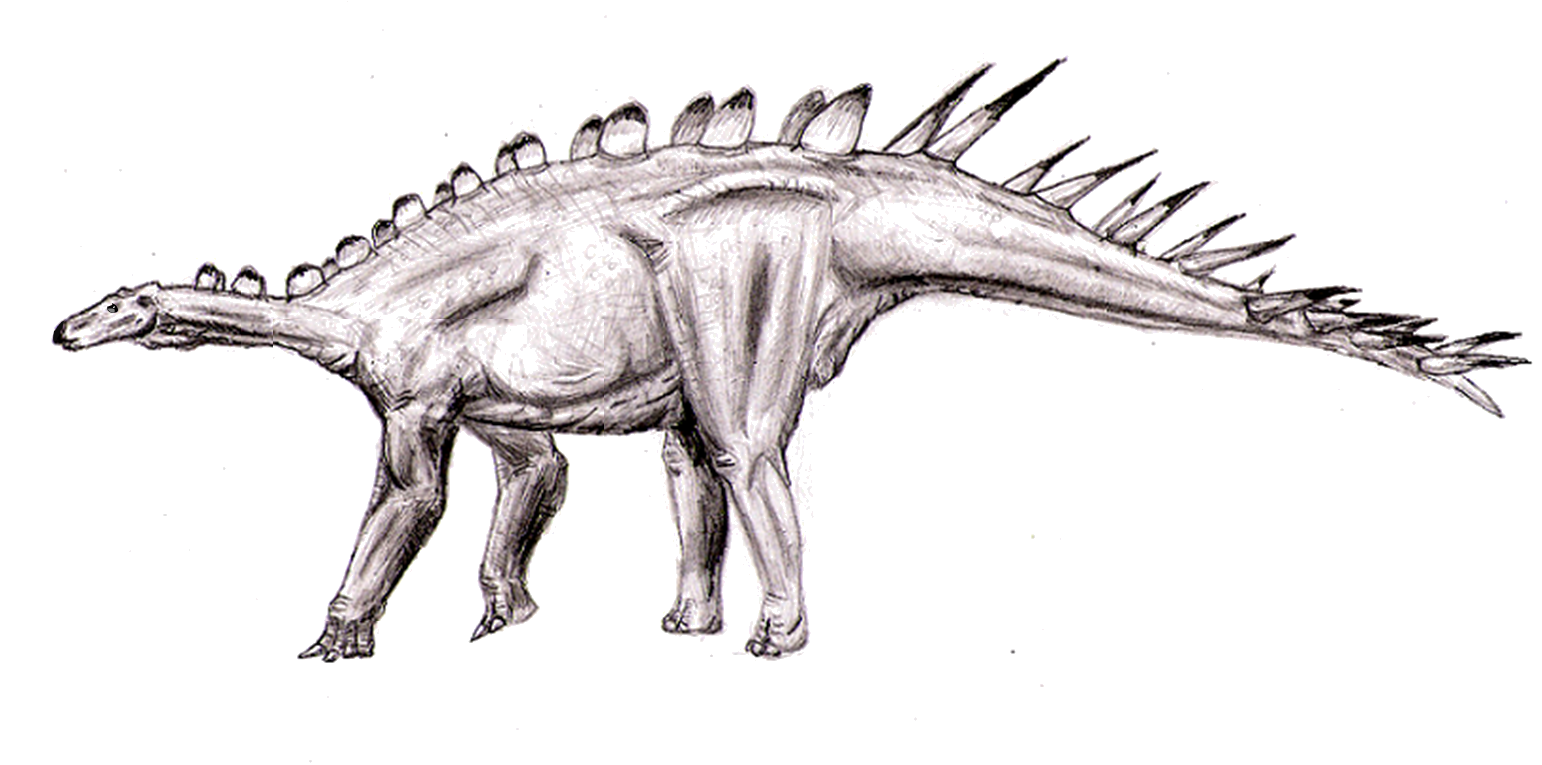
Dacentrurus

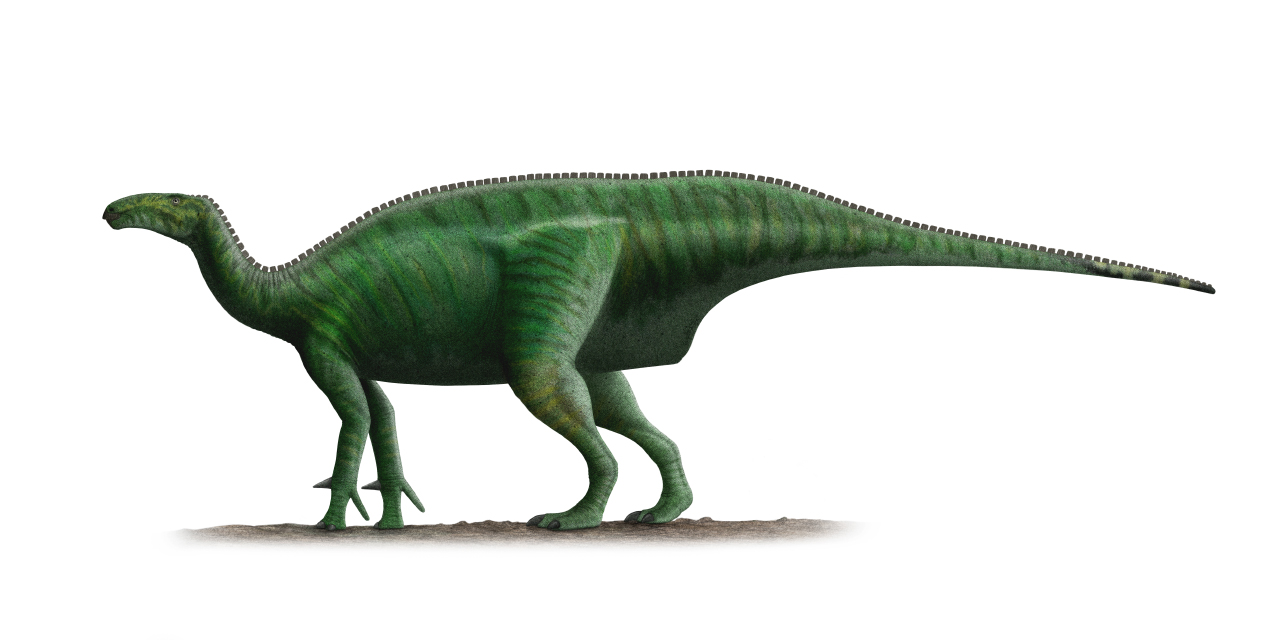
Dollodon

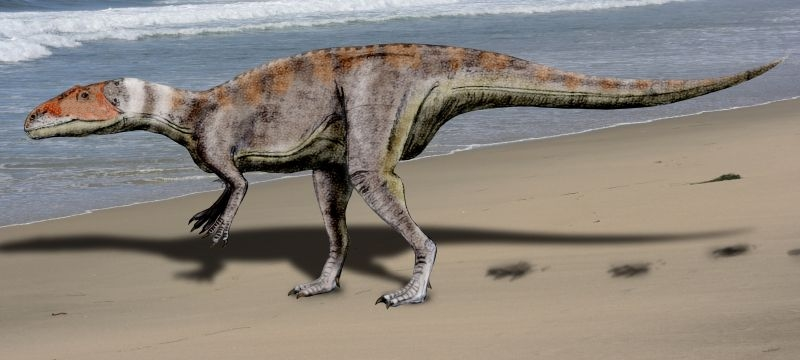
Dubreuillosaurus

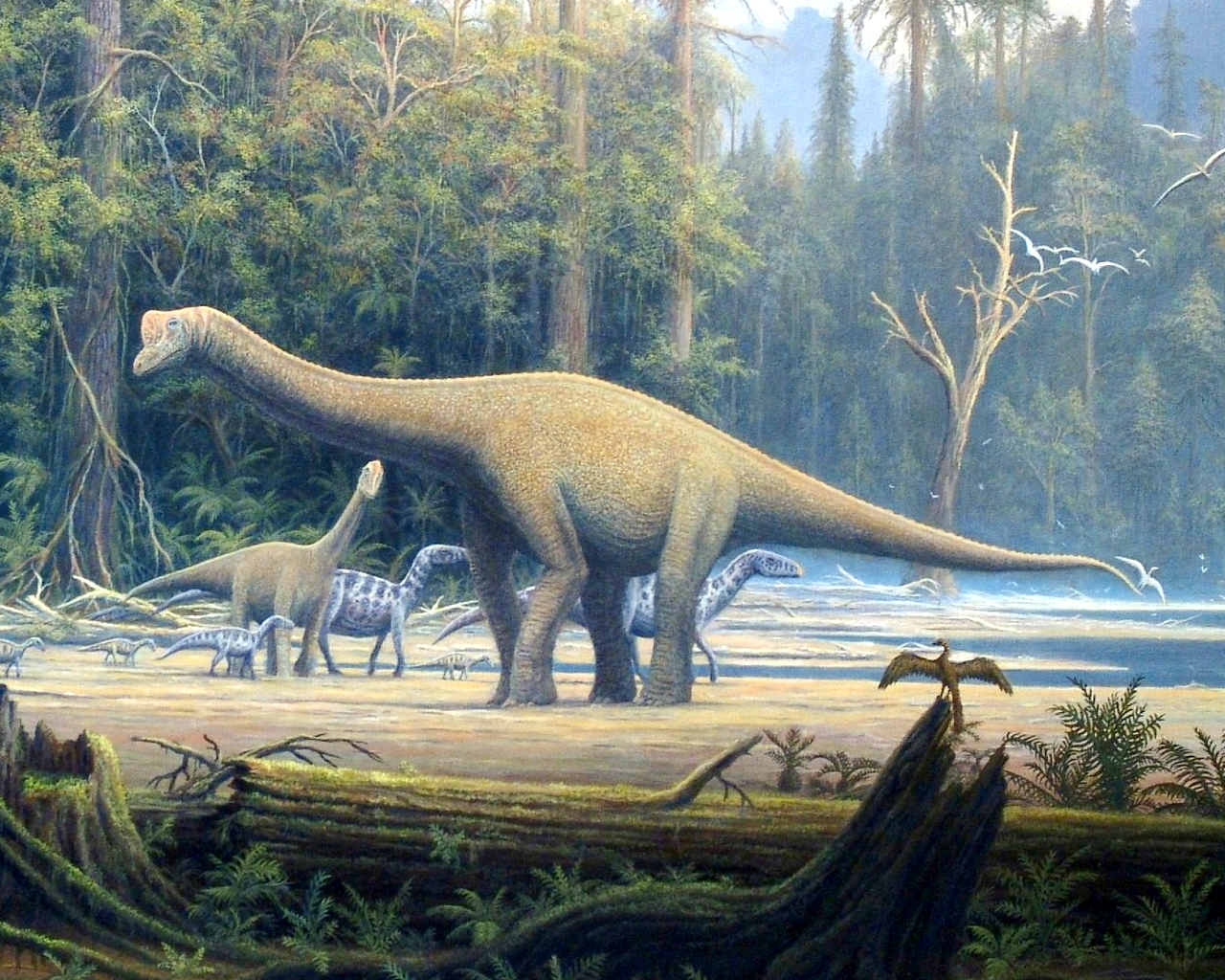
Europasaurus

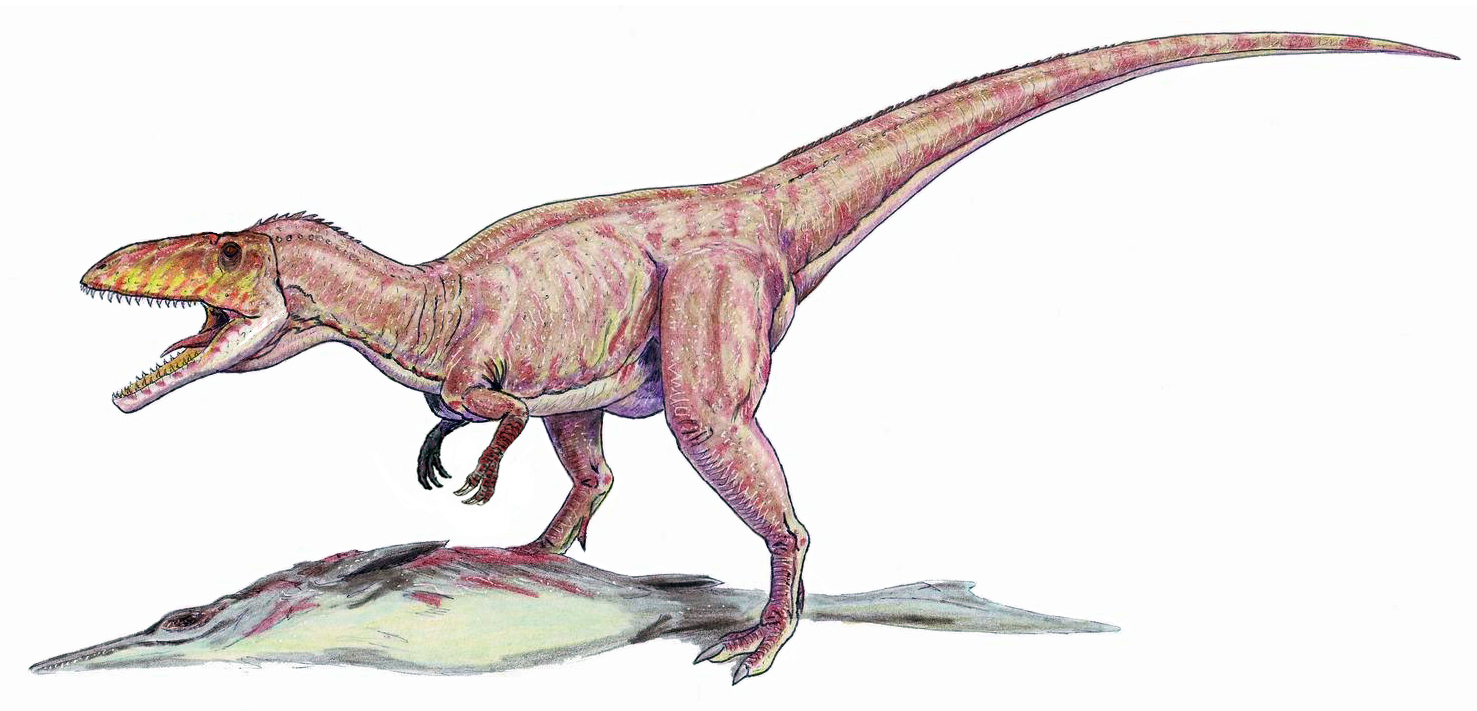
Eustreptospondylus

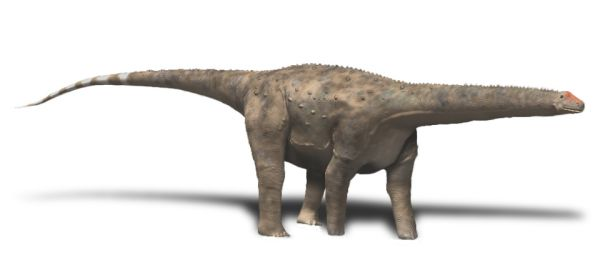
Hypselosaurus

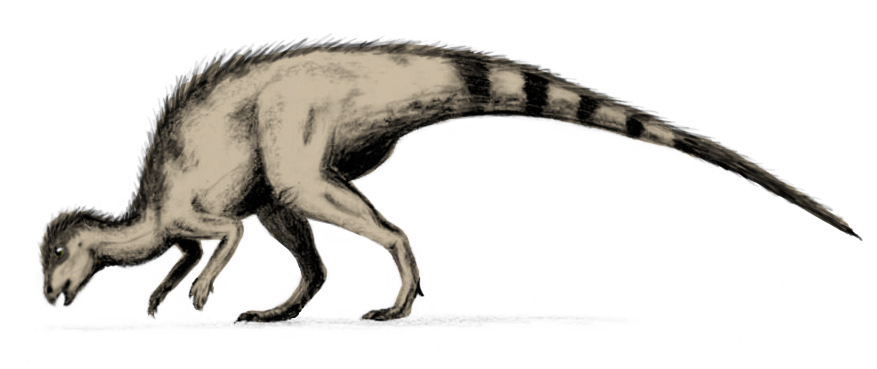
Hypsilophodon

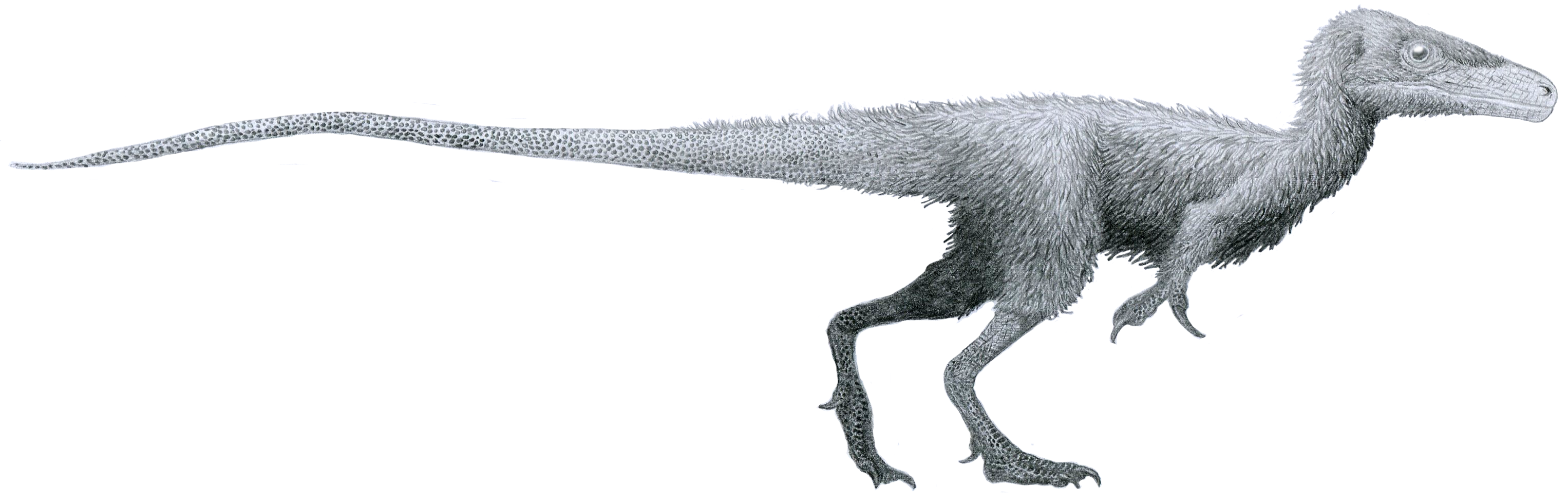
Juravenator

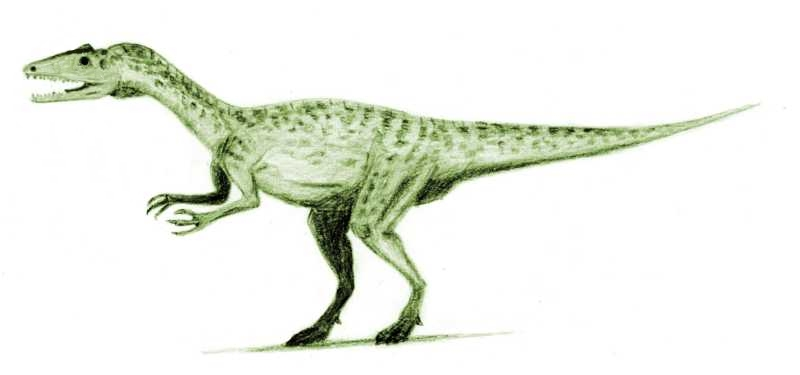
Liliensternus

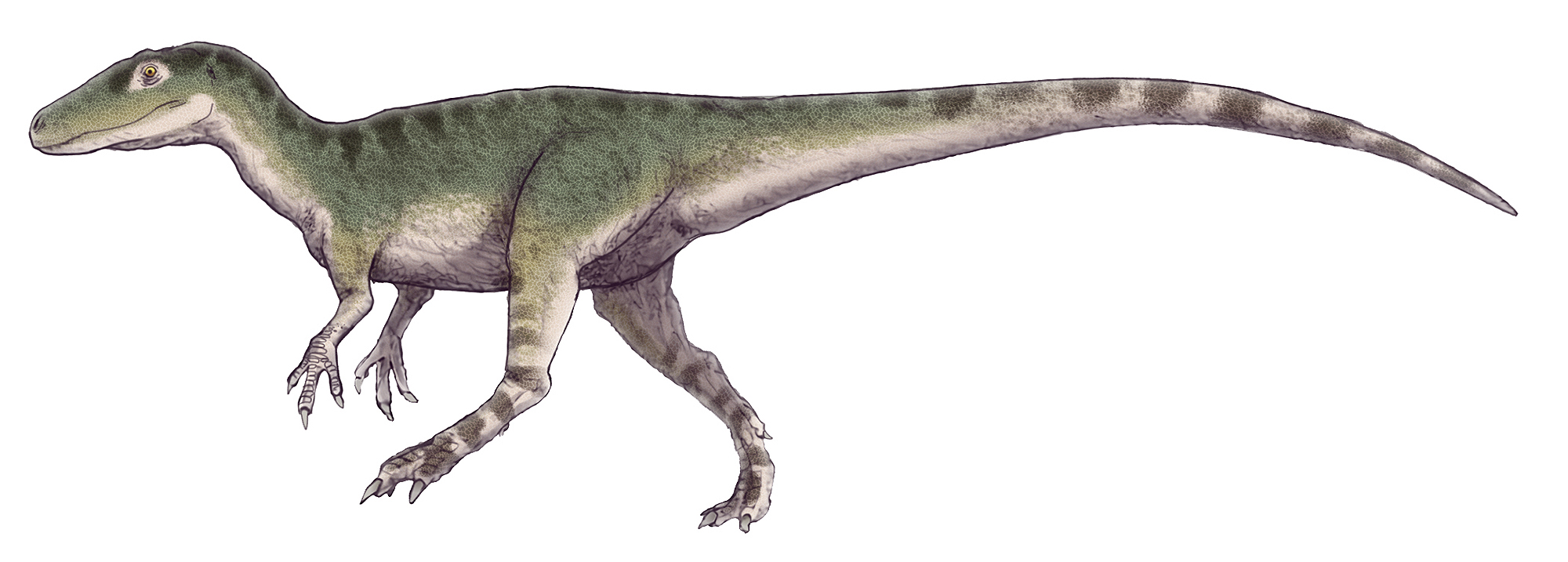
Magnosaurus

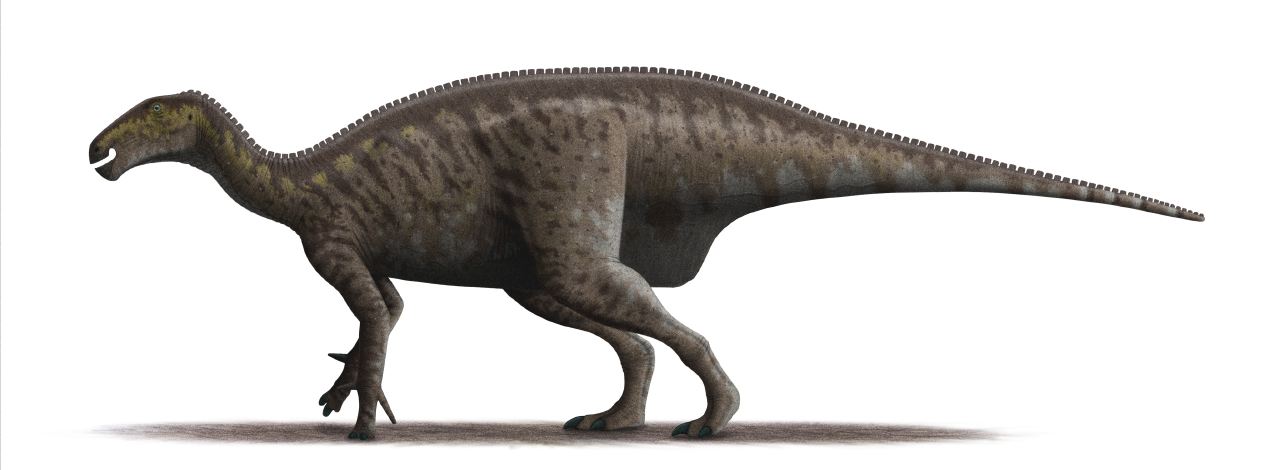
Mantellisaurus

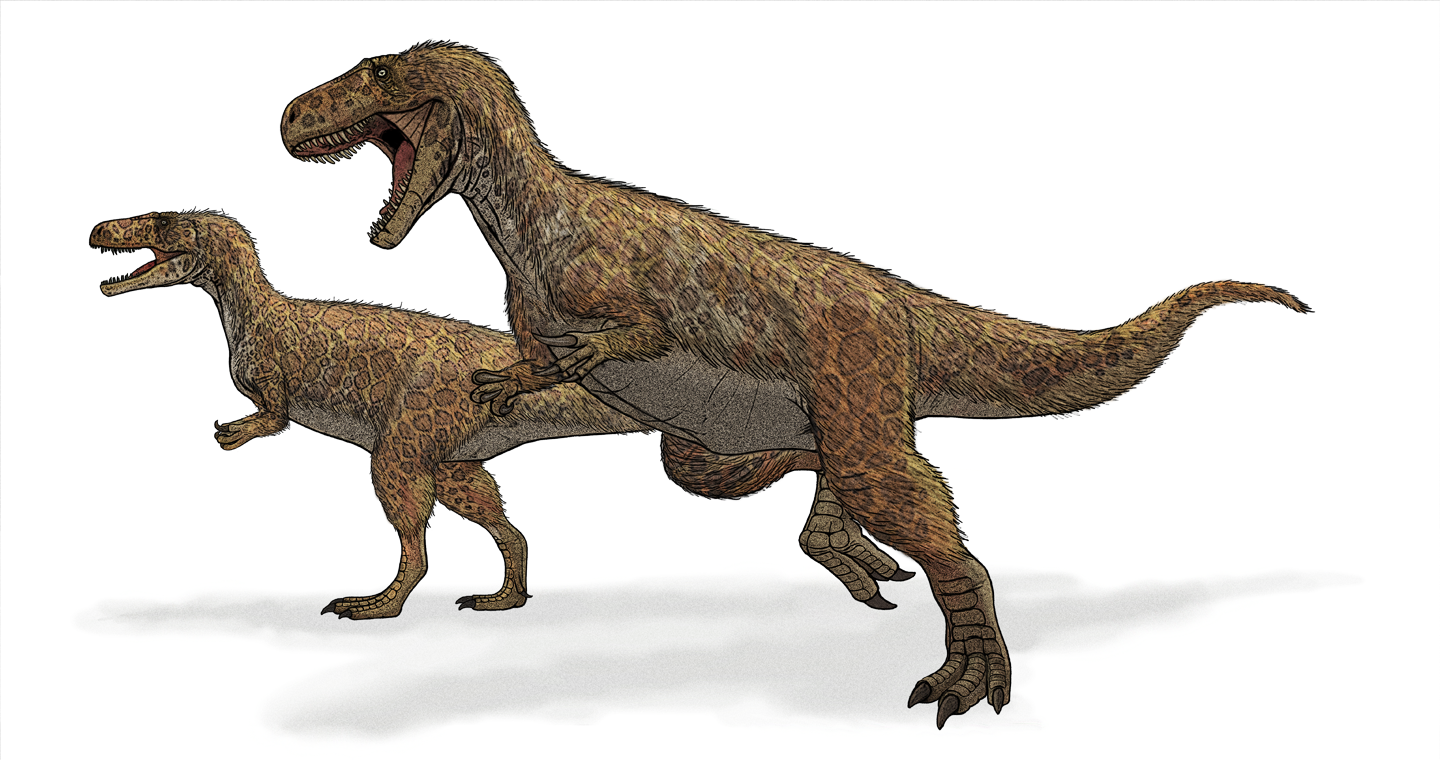
Megalosaurus

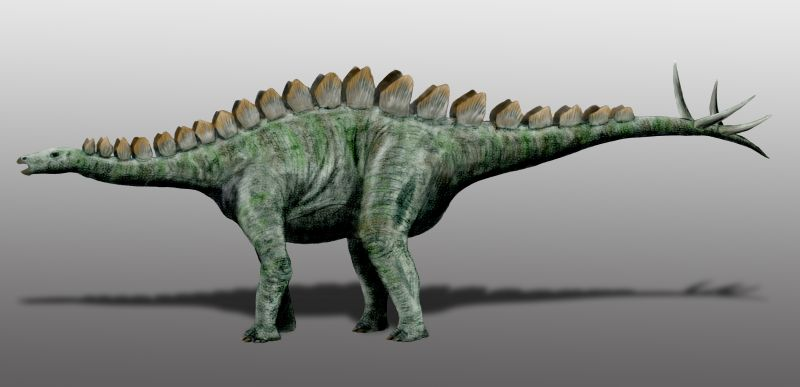
Miragaia

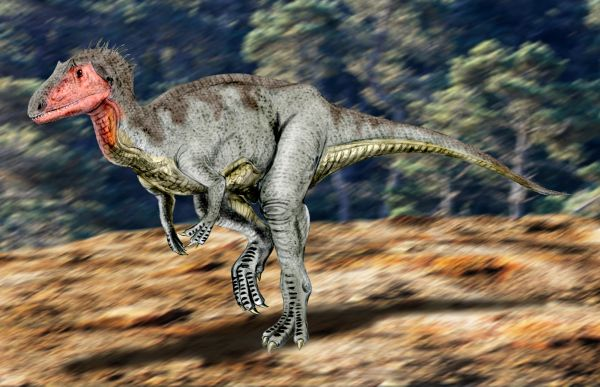
Neovenator

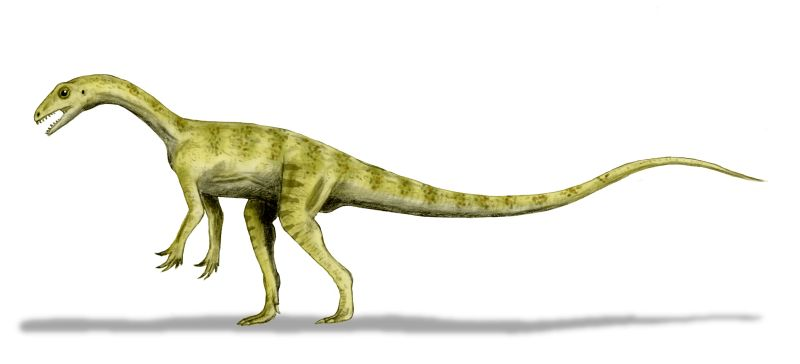
Pantydraco

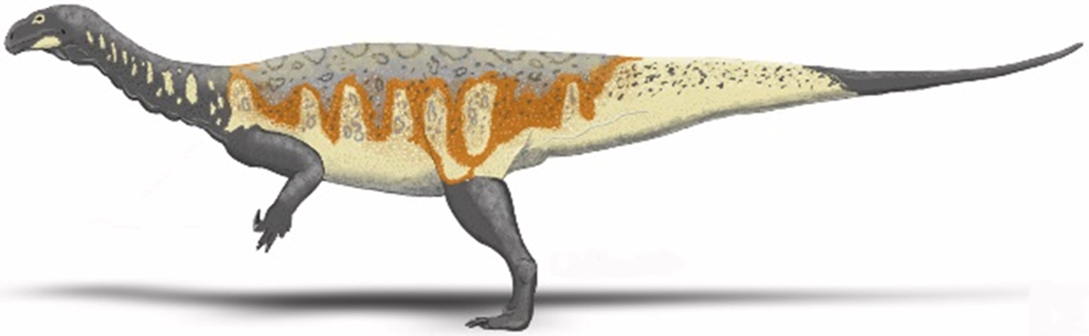
Plateosaurus

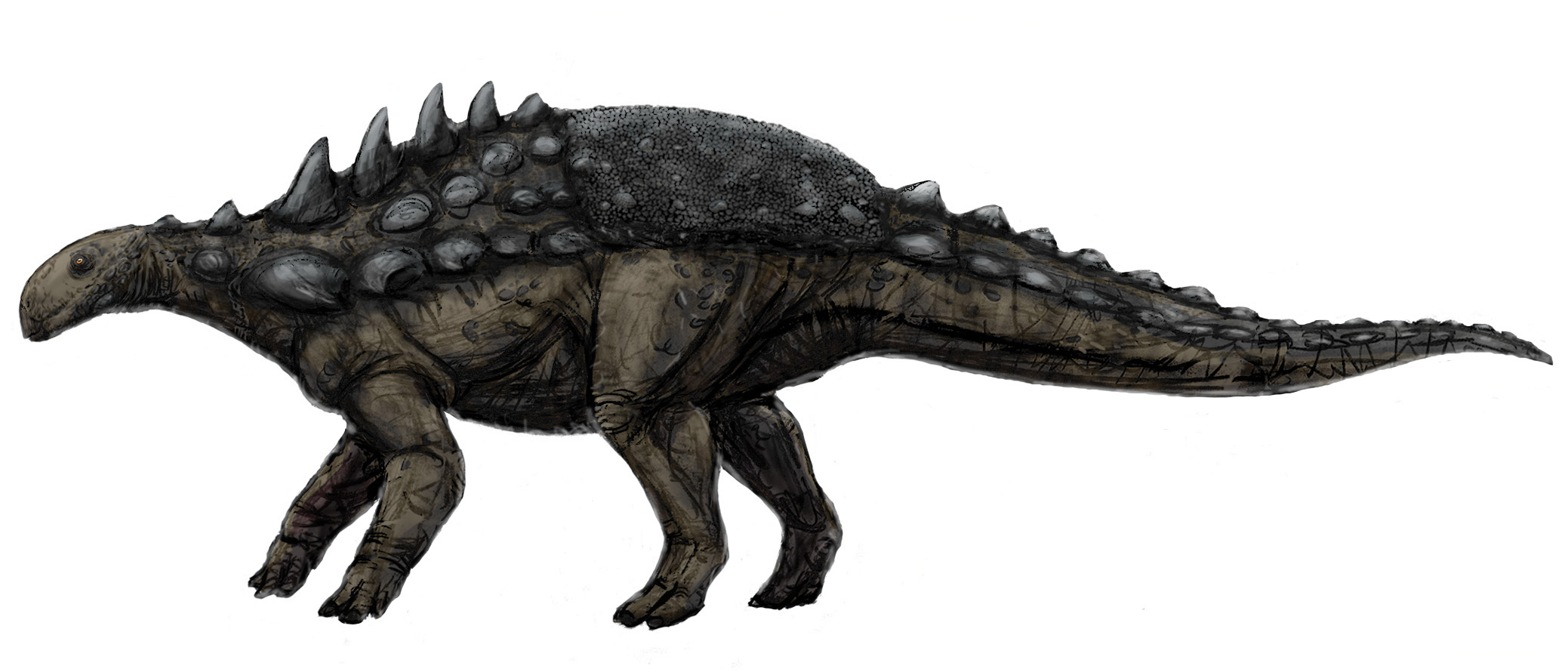
Polacanthus

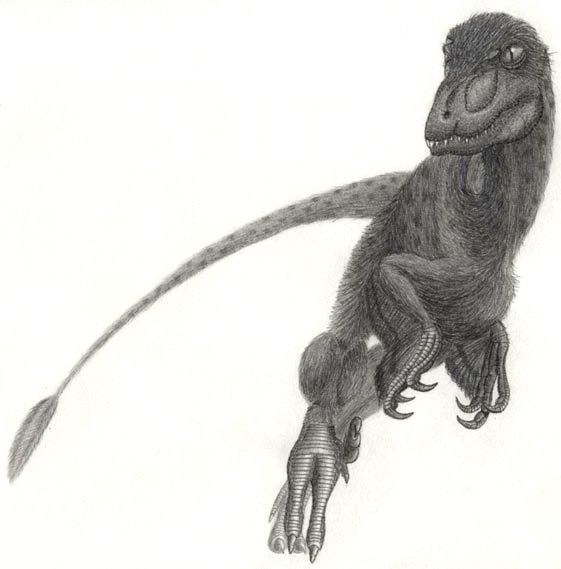
Pyroraptor

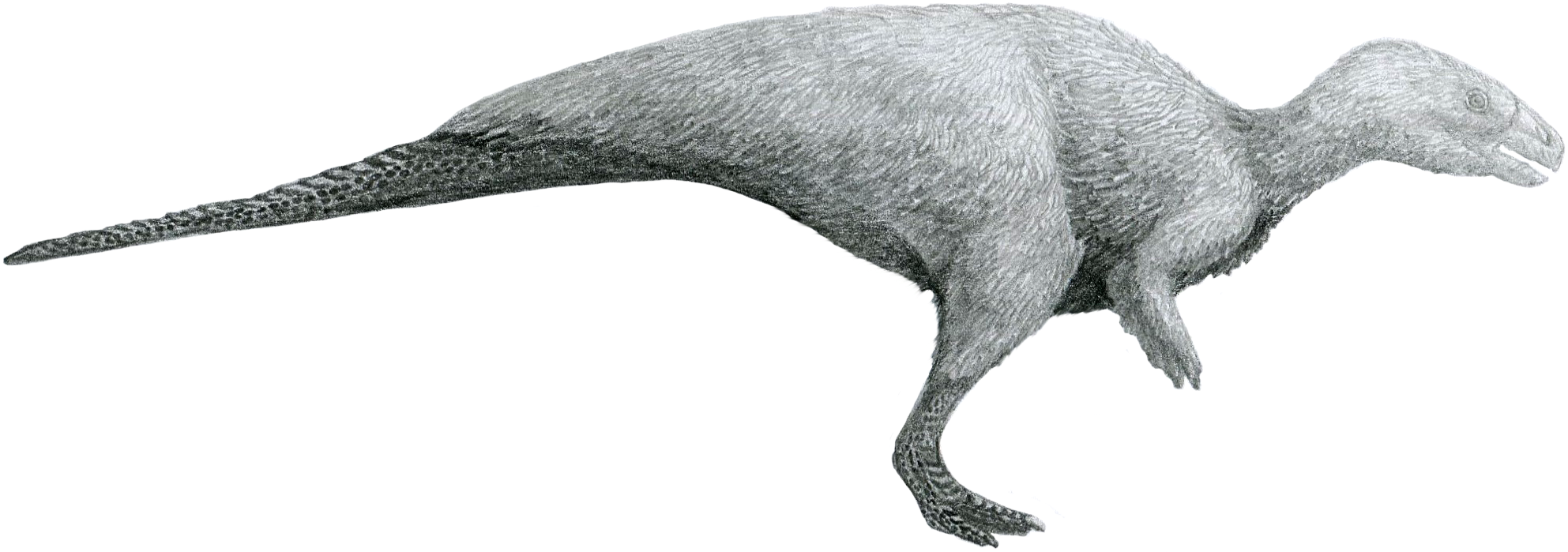
Rhabdodon

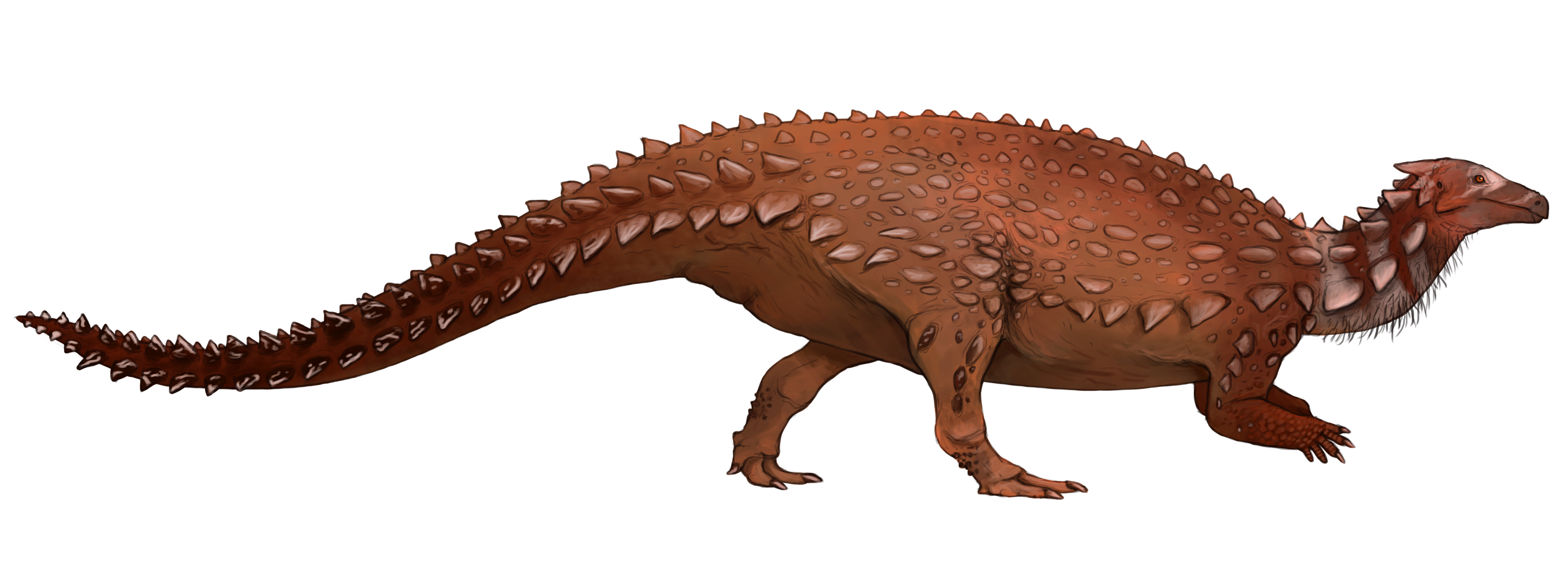
Scelidosaurus

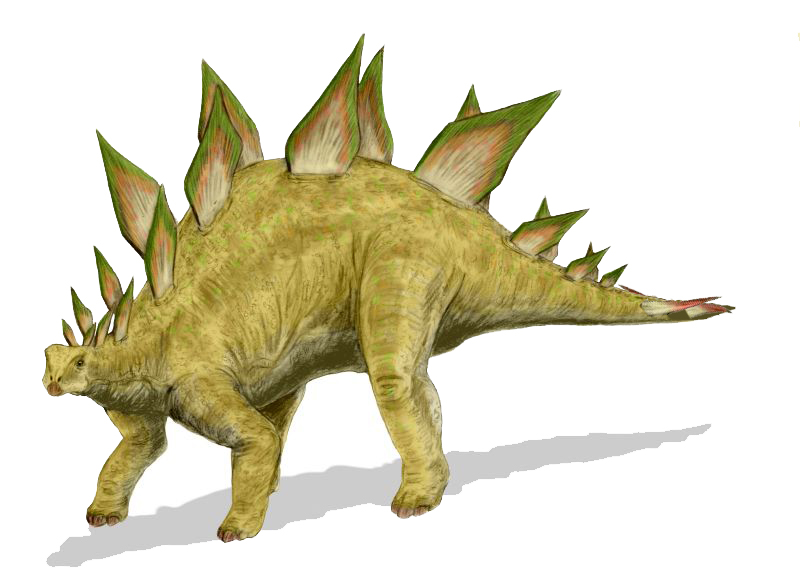
Stegosaurus

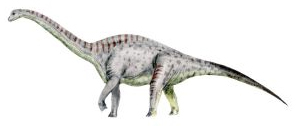
Tastavinsaurus

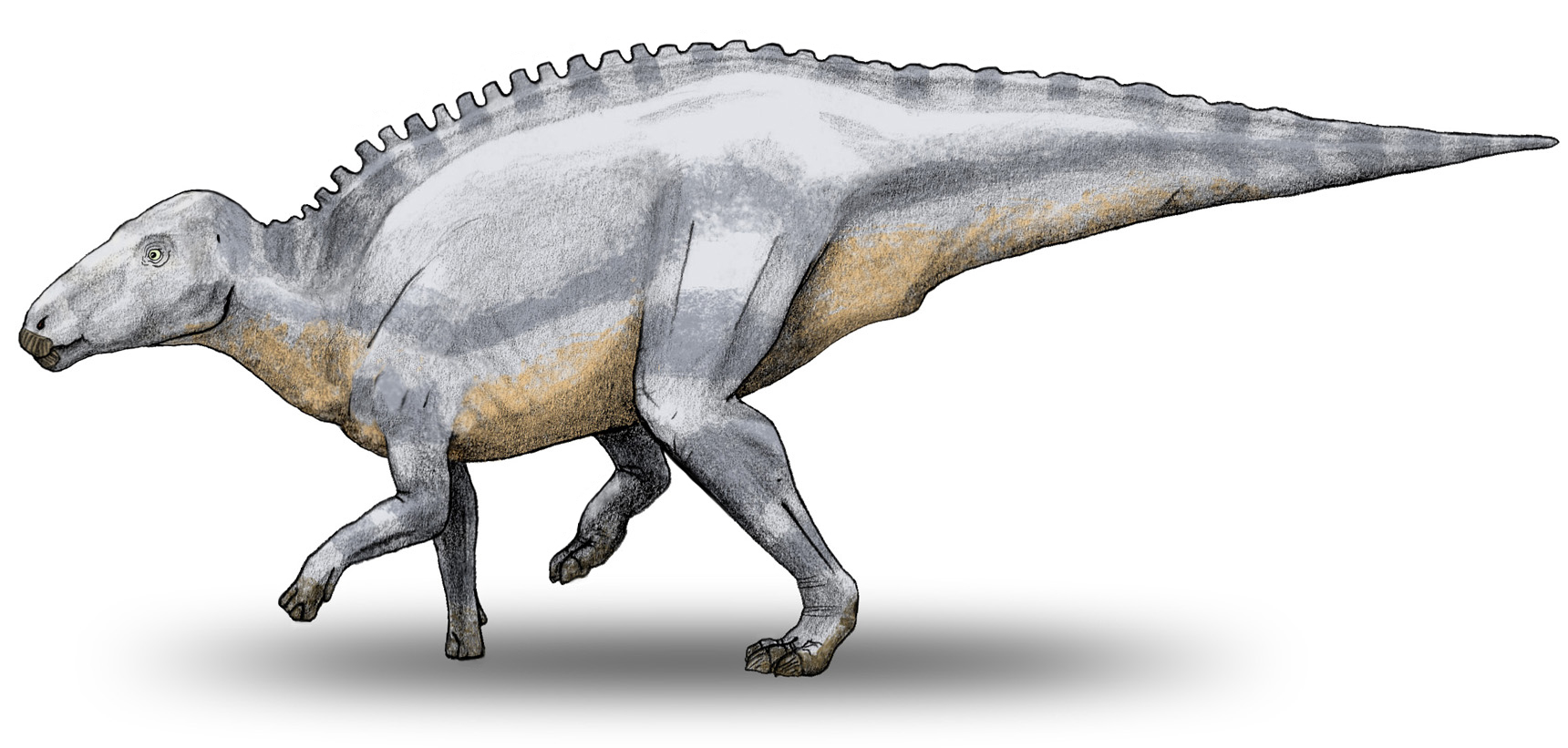
Telmatosaurus

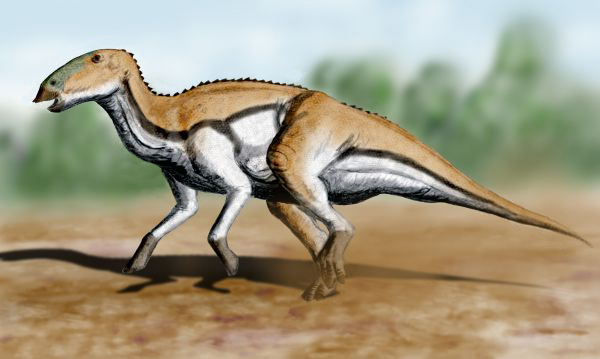
Tethyshadros

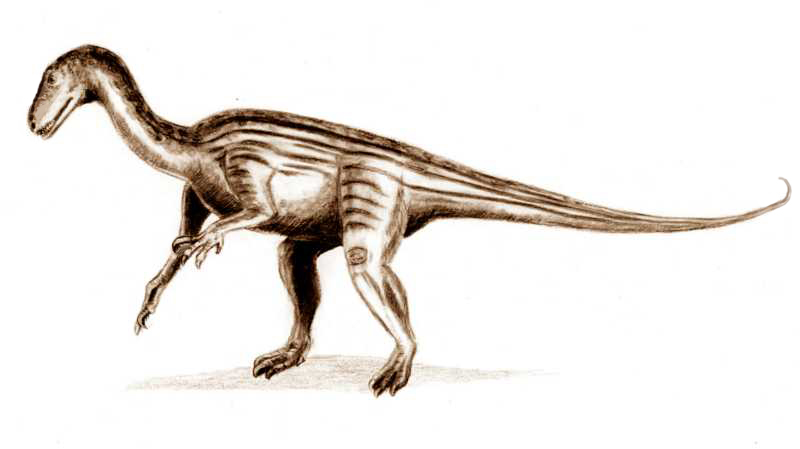
Thecodontosaurus

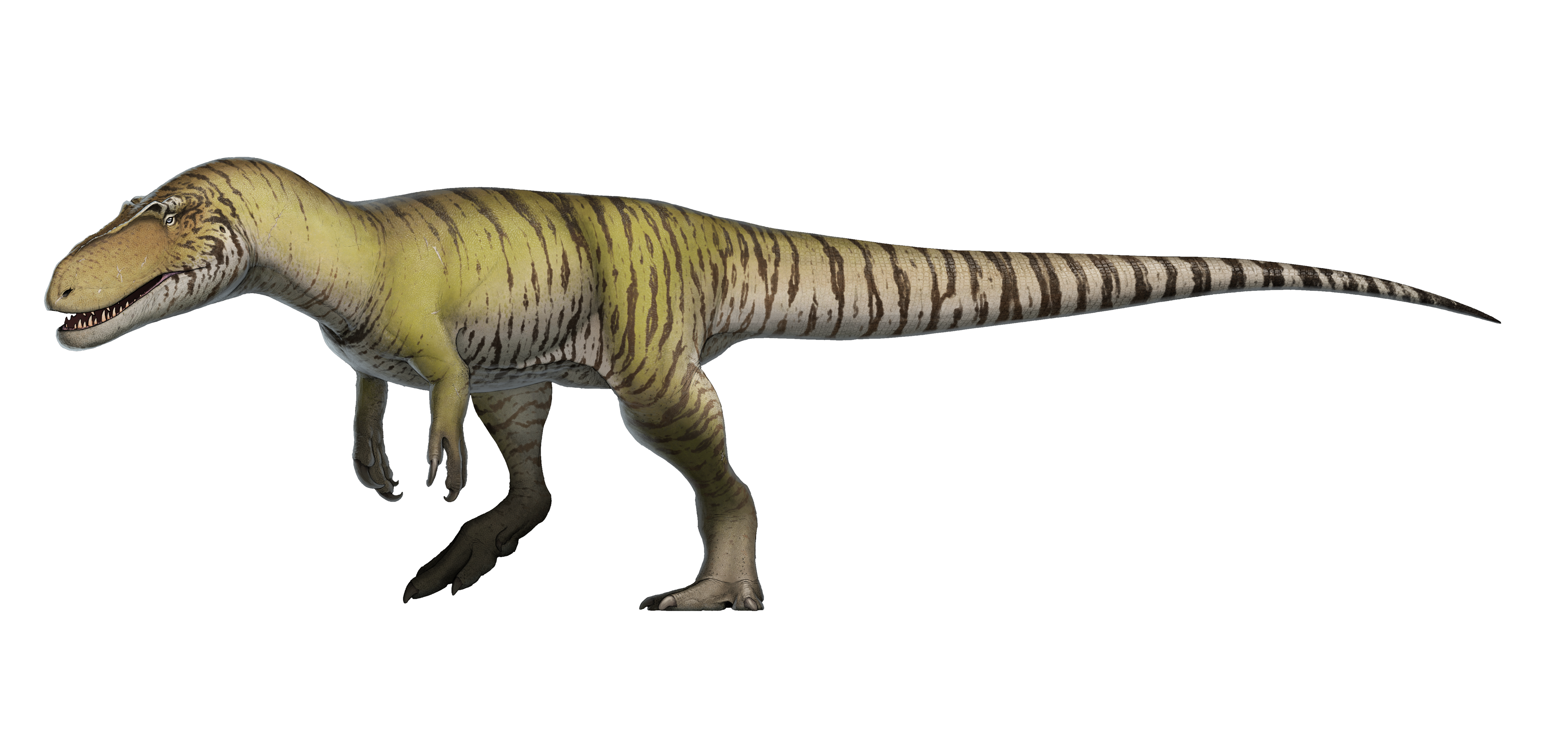
Torvosaurus

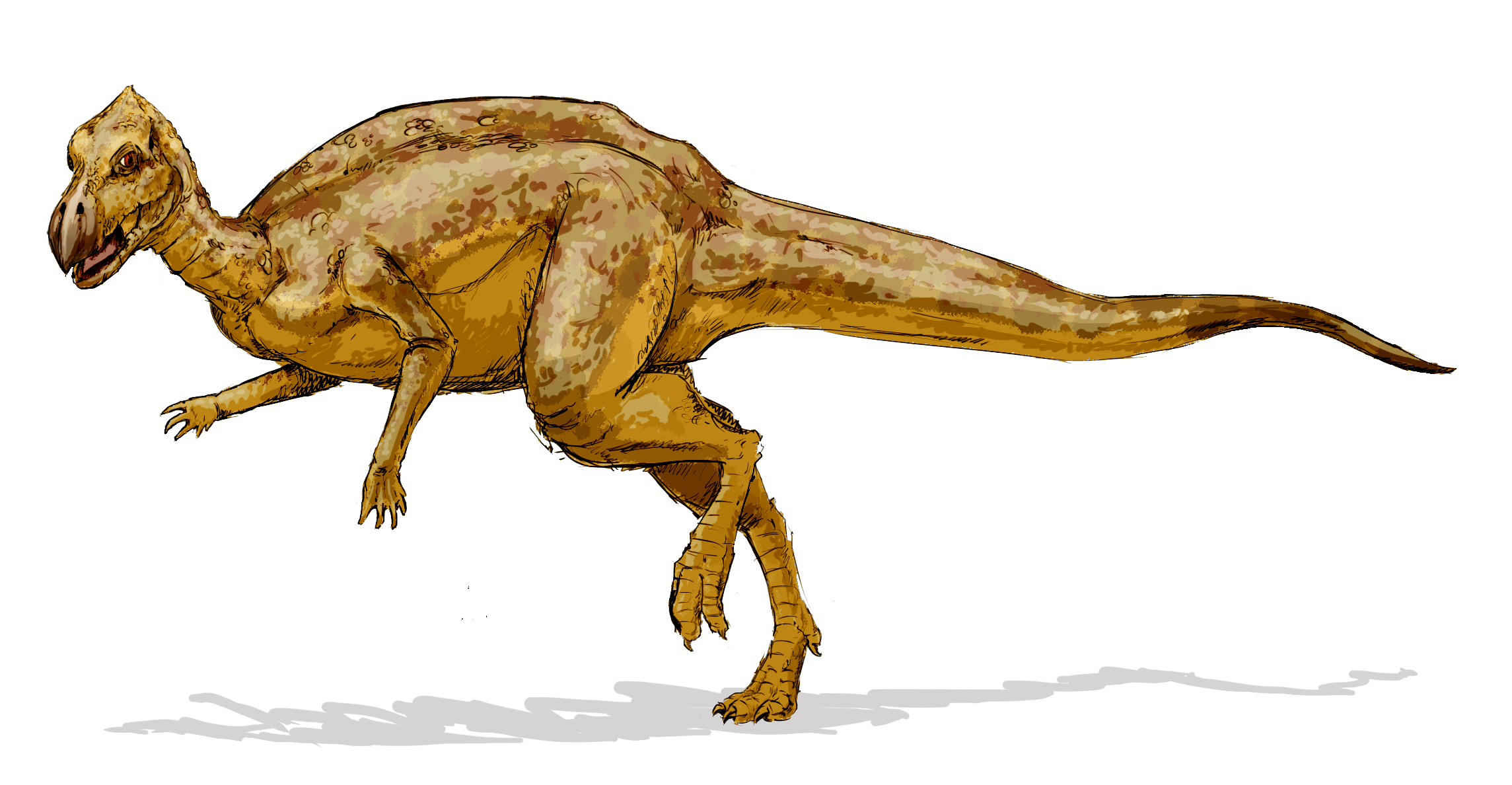
Zalmoxes

Az alábbi dinoszaurusz lista olyan nemeket tartalmaz, amelyek Európa területéről kerültek elő. A dinoszauruszok a mezozoikum triász időszakában fejlődtek ki, mintegy 230 millió évvel ezelőtt. Ekkor a Föld szárazföldi területei a Pangea szuperkontinensben egyesültek, melynek Európa is része volt. A triász idején a szárazföldet illetően nem történt változás, a jura időszakban azonban, mintegy 30 millió évvel később a szuperkontinens elkezdett szétválni, Laurázsiára és Gondwanára. Ahogy a Pangeát körülvevő szuperóceán, a Panthalassza legnagyobb öble, a Tethys-óceán egyre mélyebben hatolt be a szuperkontinensbe, Európa nagy része víz alá került.
A kréta időszakban, 145–66 millió évvel ezelőtt a kontinensek elkezdték felvenni mai alakjukat, de még nem érték el a mai helyüket, Európa pedig egy sor trópusi éghajlatú szigetből álló mikrokontinens maradt, aminek a Baltikum és Ibéria is a része volt.
Európa aránylag gazdag a jura–kréta időszakok határain keletkezett fosszíliákban, és ebből az időből sok dinoszaurusz vált ismertté. Ahogy az az alábbi idővonalon is látható, a mezozoikum többi részével kapcsolatos ismeretek terén jelentős hiányosságok vannak. Az ebből az időből származó dinoszaurusz nemek hiánya abból adódik, hogy kevesebb fosszíliát fedeztek fel, és majdnem biztos, hogy nem azért, mert Európában feltehetően kevesebb dinoszaurusz faj élt közvetlenül a triász–jura kihalási esemény után.

## Európa dinoszauruszainak listája
| Név                  | Időszak     | Étrend[3]           | Megjegyzés                         |
| -------------------- | ----------- | ------------------- | ---------------------------------- |
| Acanthopholis        | kréta       | növényevő           | —                                  |
| Aepisaurus           | kréta       | növényevő           | —                                  |
| Agnosphitys          | triász      | (ismeretlen)        | Lehetséges, hogy nem dinoszaurusz. |
| Agrosaurus           | triász      | növényevő/mindenevő | —                                  |
| Ajkaceratops         | kréta       | növényevő           | —                                  |
| Allosaurus           | jura        | húsevő              | —                                  |
| Alocodon             | jura        | (ismeretlen)        | —                                  |
| Altispinax           | kréta       | húsevő              | —                                  |
| Ampelosaurus         | kréta       | növényevő           | —                                  |
| Angloposeidon        | kréta       | növényevő           | —                                  |
| Anoplosaurus         | kréta       | növényevő           | —                                  |
| Aragosaurus          | kréta       | növényevő           | —                                  |
| Arenysaurus          | kréta       | növényevő           | —                                  |
| Aristosuchus         | kréta       | húsevő              | —                                  |
| Asylosaurus          | triász      | növényevő/mindenevő | —                                  |
| Atsinganosaurus      | kréta       | növényevő           | —                                  |
| Aviatyrannis         | jura        | húsevő              | —                                  |
| Avipes               | triász      | (ismeretlen)        | —                                  |
| Balaur               | kréta       | húsevő              | —                                  |
| Barilium             | kréta       | növényevő           | —                                  |
| Baryonyx             | kréta       | húsevő              | —                                  |
| Becklespinax         | kréta       | húsevő              | —                                  |
| Betasuchus           | kréta       | húsevő (?)          | —                                  |
| Bihariosaurus        | kréta       | növényevő           | —                                  |
| Bothriospondylus     | jura        | növényevő           | —                                  |
| Bradycneme[4]        | kréta       | (ismeretlen)        | —                                  |
| Calamosaurus         | kréta       | húsevő              | —                                  |
| Calamospondylus[5]   | kréta       | (ismeretlen)        | —                                  |
| Callovosaurus        | jura        | növényevő           | —                                  |
| Camelotia            | triász      | növényevő           | —                                  |
| Camptosaurus         | jura/kréta  | növényevő           | —                                  |
| Cardiodon            | jura        | növényevő           | —                                  |
| Ceratosaurus         | jura        | húsevő              | —                                  |
| Cetiosauriscus       | jura        | növényevő           | —                                  |
| Cetiosaurus          | jura        | növényevő           | —                                  |
| Chondrosteosaurus[6] | kréta       | növényevő           | —                                  |
| Compsognathus        | jura        | húsevő              | —                                  |
| Concavenator         | kréta       | húsevő              | —                                  |
| Craspedodon          | kréta       | növényevő           | —                                  |
| Craterosaurus        | kréta       | növényevő           | —                                  |
| Cruxicheiros         | jura        | húsevő              | —                                  |
| Cryptosaurus         | jura        | növényevő           | —                                  |
| Dacentrurus          | jura        | növényevő           | —                                  |
| Dinheirosaurus       | jura        | növényevő           | —                                  |
| Dinodocus            | kréta       | növényevő           | —                                  |
| Dolichosuchus        | triász      | (ismeretlen)        | —                                  |
| Dollodon             | kréta       | növényevő           | —                                  |
| Draconyx             | jura        | növényevő           | —                                  |
| Dracopelta           | jura/kréta  | növényevő           | —                                  |
| Dromaeosauroides     | kréta       | húsevő              | —                                  |
| Dubreuillosaurus     | jura        | húsevő              | —                                  |
| Duriavenator         | jura        | húsevő              | —                                  |
| Echinodon            | kréta       | növényevő           | —                                  |
| Efraasia             | triász      | növényevő           | —                                  |
| Elopteryx            | kréta       | húsevő              | —                                  |
| Emausaurus           | jura        | növényevő           | —                                  |
| Eotyrannus           | kréta       | húsevő              | —                                  |
| Erectopus            | kréta       | húsevő              | —                                  |
| Eucamerotus          | kréta       | növényevő           | —                                  |
| Eucercosaurus        | kréta       | növényevő           | —                                  |
| Euronychodon         | kréta       | húsevő              | —                                  |
| Europasaurus         | jura        | növényevő           | —                                  |
| Eustreptospondylus   | jura        | húsevő              | —                                  |
| Galveosaurus         | jura/kréta  | növényevő           | —                                  |
| Genusaurus           | kréta       | húsevő              | —                                  |
| Gigantosaurus        | kréta       | növényevő           | —                                  |
| Halticosaurus[7]     | triász      | húsevő              | —                                  |
| Heptasteornis        | kréta       | húsevő              | —                                  |
| Histriasaurus        | kréta       | növényevő           | —                                  |
| Hungarosaurus        | kréta       | növényevő           | —                                  |
| Hylaeosaurus         | kréta       | növényevő           | —                                  |
| Hypselosaurus        | kréta       | növényevő           | —                                  |
| Hypselospinus        | kréta       | növényevő           | —                                  |
| Hypsilophodon        | kréta       | növényevő/mindenevő | —                                  |
| Iguanodon            | kréta       | növényevő           | —                                  |
| Iliosuchus           | kréta       | húsevő              | —                                  |
| Ischyrosaurus[6]     | jura        | növényevő           | —                                  |
| Iuticosaurus         | kréta       | növényevő           | —                                  |
| Juravenator          | jura        | húsevő              | —                                  |
| Koutalisaurus        | kréta       | növényevő           | —                                  |
| Kukufeldia           | kréta       | növényevő           | —                                  |
| Lexovisaurus         | jura        | növényevő           | —                                  |
| Liassaurus           | jura        | (ismeretlen)        | —                                  |
| Liliensternus        | triász      | húsevő              | —                                  |
| Lirainosaurus        | kréta       | növényevő           | —                                  |
| Lophostropheus       | triász/jura | húsevő              | —                                  |
| Loricatosaurus       | jura        | növényevő           | —                                  |
| Losillasaurus        | jura/kréta  | növényevő           | —                                  |
| Lourinhanosaurus     | jura        | húsevő              | —                                  |
| Lourinhasaurus       | jura        | növényevő           | —                                  |
| Lusitanosaurus       | jura        | növényevő           | —                                  |
| Lusotitan            | jura        | növényevő           | —                                  |
| Macrurosaurus        | kréta       | növényevő           | —                                  |
| Magnosaurus          | jura        | húsevő              | —                                  |
| Magyarosaurus        | kréta       | növényevő           | —                                  |
| Mantellisaurus       | kréta       | növényevő           | —                                  |
| Megalosaurus         | jura        | húsevő              | —                                  |
| Merosaurus           | jura        | húsevő              | —                                  |
| Metriacanthosaurus   | jura        | húsevő              | —                                  |
| Miragaia             | jura        | növényevő           | —                                  |
| Mochlodon            | kréta       | növényevő           | —                                  |
| Morinosaurus[6]      | kréta       | növényevő           | —                                  |
| Neosodon             | jura        | növényevő           | —                                  |
| Neovenator           | kréta       | húsevő              | —                                  |
| Newtonsaurus         | triász      | húsevő              | —                                  |
| Nuthetes             | kréta       | húsevő              | —                                  |
| Ohmdenosaurus        | jura        | növényevő           | —                                  |
| Oplosaurus           | kréta       | növényevő           | —                                  |
| Ornithodesmus        | kréta       | húsevő              | —                                  |
| Ornithopsis          | kréta       | növényevő           | —                                  |
| Orthomerus           | kréta       | növényevő           | —                                  |
| Owenodon             | kréta       | növényevő           | —                                  |
| Paludititan          | kréta       | növényevő           | —                                  |
| Pantydraco           | triász      | növényevő           | —                                  |
| Pararhabdodon        | kréta       | növényevő           | —                                  |
| Pelecanimimus        | kréta       | húsevő              | —                                  |
| Pelorosaurus         | kréta       | növényevő           | —                                  |
| Phyllodon            | jura        | növényevő           | —                                  |
| Piveteausaurus       | jura        | húsevő              | —                                  |
| Plateosaurus         | triász      | növényevő           | —                                  |
| Pneumatoraptor       | kréta       | húsevő              | —                                  |
| Poekilopleuron       | jura        | húsevő              | —                                  |
| Polacanthus          | kréta       | növényevő           | —                                  |
| Ponerosteus          | kréta       | (ismeretlen)        | —                                  |
| Priodontognathus     | jura        | növényevő           | —                                  |
| Proceratosaurus      | jura        | húsevő              | —                                  |
| Procompsognathus     | triász      | húsevő              | —                                  |
| Pterospondylus       | triász      | húsevő              | —                                  |
| Pyroraptor           | kréta       | húsevő              | —                                  |
| Rachitrema           | triász      | (ismeretlen)        | Lehetséges, hogy nem dinoszaurusz. |
| Regnosaurus          | kréta       | növényevő           | —                                  |
| Rhabdodon            | kréta       | növényevő           | —                                  |
| Ruehleia             | triász      | növényevő           | —                                  |
| Rutellum             | jura        | növényevő           | —                                  |
| Saltriosaurus        | jura        | húsevő              | —                                  |
| Sarcolestes          | jura        | növényevő           | —                                  |
| Sarcosaurus          | jura        | húsevő              | —                                  |
| Scelidosaurus        | jura        | növényevő           | —                                  |
| Scipionyx            | kréta       | húsevő              | —                                  |
| Sellacoxa            | kréta       | növényevő           | —                                  |
| Stegosaurus          | jura        | növényevő           | —                                  |
| Stenopelix           | kréta       | növényevő           | —                                  |
| Stokesosaurus        | jura        | húsevő              | —                                  |
| Streptospondylus     | jura        | növényevő           | —                                  |
| Struthiosaurus       | kréta       | növényevő           | —                                  |
| Suchosaurus          | kréta       | húsevő              | —                                  |
| Tarascosaurus        | kréta       | húsevő              | —                                  |
| Tastavinsaurus       | kréta       | növényevő           | —                                  |
| Taveirosaurus        | kréta       | növényevő           | —                                  |
| Teinurosaurus        | jura        | húsevő              | —                                  |
| Telmatosaurus        | kréta       | növényevő           | —                                  |
| Tethyshadros         | kréta       | növényevő           | —                                  |
| Thecocoelurus[8]     | kréta       | (ismeretlen)        | —                                  |
| Thecodontosaurus     | triász      | növényevő           | —                                  |
| Thecospondylus       | kréta       | (ismeretlen)        | —                                  |
| Torvosaurus          | jura        | húsevő              | —                                  |
| Trimucrodon          | jura        | növényevő           | —                                  |
| Turiasaurus          | jura/kréta  | növényevő           | —                                  |
| Valdoraptor          | kréta       | húsevő              | —                                  |
| Valdosaurus          | kréta       | növényevő           | —                                  |
| Variraptor           | kréta       | húsevő              | —                                  |
| Velocipes            | triász      | (ismeretlen)        | Lehetséges, hogy nem dinoszaurusz. |
| Xenoposeidon         | kréta       | növényevő           | —                                  |
| Yaverlandia          | kréta       | (ismeretlen)        | —                                  |
| Zalmoxes             | kréta       | növényevő           | —                                  |

## A megjelenés feltételei
- A dinoszaurusznak szerepelnie kell a Dinoszauruszok listáján.
- Az állat fosszíliáinak Európa területéről kell származnia.
- Ez a lista kiegészítés a Kategória:Európa dinoszauruszai alatt felsoroltakhoz.

## Színmagyarázat
| Nomen dubium |
| Érvénytelen  |
| Nomen nudum  |

## Fordítás
- Ez a szócikk részben vagy egészben a List of European dinosaurs című angol Wikipédia-szócikk ezen változatának fordításán alapul.  Az eredeti cikk szerkesztőit annak laptörténete sorolja fel. Ez a jelzés csupán a megfogalmazás eredetét és a szerzői jogokat jelzi, nem szolgál a cikkben szereplő információk forrásmegjelöléseként.